# نوكيا 6120 كلاسيك
نوكيا 6120 Classic هو أحد أجهزة نوكيا، شركة الهواتف والتقنية النقالة. يأتي هذا الجهاز مع شاشة نوعها 240 * 320 24-بت (16,777,216) لون. تم إصدار هذا الجهاز في 2007. تقنيته/تردده هي HSDPA/GSM/EDGE. جيل الجهاز هو BB5.0. عامل الشكل (التصميم) للجهاز هو «قطعة حلوى». الجهاز يحتوي على كامير نوعها: 2.0 ميغابيكسل.
يستخدم هذا الجهاز ذاكرة micro sd وذاكرتة الداخلية 35 ميقا
يستخدم منفذ mini usb لنقل بيانات أسهل كما قلم يو أس بي
وقد تم إصدار هذا الجهاز بلونين مختلفين هما الأبيض والأسود ويعمل تحت نظام سيمبيان s60 الإصدار الثالث كما يتمتع بمعالج arm11 بسرعة 369mhz ويتمتع أيضا الجهاز بفلاش من نوع led وايضا به منفذ لسماعات الاذن بقياس 2.5